# Ямантака
Ямантака (санскр. यमान्तक Yamāntaka — санскр. — «Одолевший Яму (бога смерти)»; Ваджрабхайрава) — идам (санскр. — «иштадэвата») и дхармапала, гневная форма бодхисаттвы Манджушри.
Образ Ямантаки появился в Индии в первом тысячелетии новой эры. Описан в буддийской тантрической литературе.
Стал очень популярен в ареале тибетского буддизма.
Один из главных идамов тибетского буддизма, наряду с Хеваджрой, Гухьясамаджей, Чакрасамварой и Калачакрой, чья практика наиболее распространена в школе гелуг.

## Иконография
На тибетских танка в соответствии с текстами Ваджраяны Ямантаку изображают с шестнадцатью ногами, с тридцатью двумя руками, с девятью головами (одна из голов — бычья). Все головы снабжены тремя глазами. Тело синего цвета, с эрегированным лингамом. Одет в окровавленный плащ из слоновой кожи.

## Значение имени
тиб. གཤིན་རྗེ་གཤེད་, རྡོ་རྗེ་འཇིགས་བྱེད, Вайли gShin-rjeg shed, gShin-rje mthar-byed, — Шинджепе, кит. трад. 大威德金剛, пиньинь Dàwēidé jīngāng, — Давэйдэ цзиньган / Давэйдэ минван (кит. трад. 大威徳明王, пиньинь Dàwēidé míngwáng); яп. 大威徳明王 — Дайтокумёо (сокр. Дайтоку); монг. Эрлэгийн Жаргагч.
«Ямантака» («Убийца Ямы»), либо в пространной титулатуре «Шри Бхагаван Ямантака» (श्री भगवान् यमान्तक; «Славный Благословенный убийца Ямы»), — это распространённое имя Ваджрабхайравы (санскр. «Ваджрноужасающий»; монг. Очир-Аюулгагч).